# Ectopimorpha wilsoni
Ectopimorpha wilsoni là một loài tò vò trong họ Ichneumonidae.